# المها ایرویز
المها ایرویز (به انگلیسی: Al Maha Airways) یک شرکت هواپیمایی است که در تاریخ ۲۰۱۴ میلادی زیر نظر هواپیمایی قطر تأسیس شده و در تاریخ ۲۰۱۶ فعالیتش را آغاز کرده‌است. دفتر مرکزی المها ایرویز در جده، عربستان سعودی واقع شده‌است و قطب این شرکت هواپیمایی در فرودگاه بین‌المللی ملک عبدالعزیز قرار دارد و به ۵ مقصد، پرواز مستقیم انجام می‌دهد. قطر ایرویز مالک این شرکت هواپیمایی است.